# پارکلند (فلوریدا)
پارکلند (به انگلیسی: Parkland) شهری در شهرستان برووارد ایالت فلوریدا است که در سال ۱۹۶۳ بنیان‌گذاری شده‌است. این شهر طبق سرشماری سال ۲۰۱۰ میلادی، ۲۳٬۹۶۲ نفر جمعیت داشته و مساحت آن نیز ۲۷٫۹ کیلومتر مربع است.